# طلای اولی
«طلای اولی» (انگلیسی: Ulee's Gold) فیلمی در ژانر دارم به کارگردانی ویکتور نونز است که در سال ۱۹۹۷ منتشر شد. از بازیگران آن می‌توان به پیتر فوندا، پاتریشیا ریچاردسون، و جسیکا بیل اشاره کرد.